# Adaptations de Nancy Drew
Nancy Drew est l'héroïne de la série de romans du même nom du collectif Caroline Quine. Dans la version française des romans, Nancy Drew et la série sont devenus Alice Roy.
Personnage célèbre de la littérature jeunesse, Nancy Drew a eu droit à de nombreuses adaptations dans plusieurs médias. Cet article est la liste de ces adaptations.

## Films

### Années 1938-1939
- La tétralogie Nancy Drew, réalisée par William Clemens, avec Bonita Granville dans le rôle de Nancy Drew :
  - Nancy Drew... Detective, première adaptation des romans au cinéma et premier volet de la quadrilogie, sortie en 1938. C'est une adaptation très libre de Alice et le Pigeon voyageur (The Password to Larkspur Lane). Il est sorti en France en 1939[1].
  - Nancy Drew... Reporter, second volet de la quadrilogie, sortie en 1939. Contrairement au premier volet, c'est une histoire inédite qui n'est pas adaptée de l'un des romans de la série. Il est sorti en France en 1941 sous le titre L'Affaire Lambert[2].
  - Nancy Drew... Trouble Shooter, troisième volet de la quadrilogie, aussi sorti en 1939. Tout comme le second volet, c'est une histoire inédite. Il est inédit en France.
  - Nancy Drew et l'escalier secret (Nancy Drew and the Hidden Staircase), quatrième et dernier volet de la quadrilogie, aussi sorti en 1939. Il est librement adapté de Alice au manoir hanté (The Hidden Staircase).

### Années 2000
- Nancy Drew, journaliste-détective (Nancy Drew), adaptation en téléfilm, réalisée par James Frawley et diffusé en 2002 sur ABC. Le téléfilm est issu de la collection The Wonderful World of Disney. Nancy Drew est interprétée par Maggie Lawson dans ce téléfilm qui devait à la base être le pilote d'un projet de série télévisée non retenue par la chaine. Il met en scène Nancy en étudiante à l'université.
- Nancy Drew, seconde adaptation de la série au cinéma par Andrew Fleming, sortie en 2007. C'est une histoire inédite qui ne reprend pas la trame d'un roman. Nancy Drew est interprétée par Emma Roberts.
- Nancy Drew and the Hidden Staircase, troisième adaptation de la série au cinéma par Katt Shea, sortie en 2019. Il est adapté de Alice au manoir hanté. Nancy Drew est interprétée par Sophia Lillis.

## Séries télévisées
- The Hardy Boys/Nancy Drew Mysteries, première adaptation de la série en série télévisée, développée par Glen A. Larson et diffusée entre 1977 et 1979 sur ABC. C'est une série d'anthologie, chaque épisode est indépendant et suit soit Nancy Drew, soit les Hardy Boys. Nancy est interprétée par Pamela Sue Martin puis par Janet Julian dans les derniers épisodes de la saison deux. Pour la troisième et dernière saison, le personnage de Nancy n'apparait plus dans la série qui se concentre seulement sur les Hardy Boys et qui est rebaptisée pour l'occasion The Hardy Boys Mysteries. La série ne survit pas à ce changement important et est annulée à la fin de cette saison. Cette série est inédite en France
- Alice et les Hardy Boys (Nancy Drew et The Hardy Boys), série télévisée produite en 1995 par Nelvana avec Tracy Ryan dans le rôle de Alice Roy. La série a été annulée à la fin de sa première saison, à la suite des mauvaises audiences. En France, la série a été diffusée sur France 2. C'est la seule adaptation de la série à avoir été traduite de la même façon que les romans en France. En France, la série compte 26 épisodes au lieu de 13, en effet, les 13 derniers épisodes sont en fait les épisodes de la série télévisée The Hardy Boys, aussi annulée après sa première saison.
- Nancy Drew, série télévisée diffusée entre 2019 et 2023 sur le réseau The CW avec Kennedy McMann dans le rôle de Nancy Drew. La série prend une approche contemporaine de l'univers de la jeune détective avec des thèmes plus sombres et mature. Elle possède également une facette surnaturelle, une première pour la jeune détective car jusqu’à présent dans l’histoire de la franchise, chaque aventures de Nancy ayant un lien avec le surnaturel se terminait par une explication rationnelle. C'est également la première adaptation où Nancy ne vit pas à River Heights, en effet, le nom a été changé pour devenir Horseshoe Bay afin d'éviter toute confusion avec Riverdale, une autre série de la chaîne dont le titre a été jugé trop similaire[3].

 Pilote non diffusé :
- Drew, série télévisée mettant en scène une Nancy Drew adulte interprétée par Sarah Shahi. Dans cette série, Nancy travaille maintenant comme détective à New-York et se sert de son expérience qu'elle a acquise lors de ces enquêtes plus jeune pour résoudre divers crimes. Le pilote a été commandé par la chaine CBS pour la saison 2016-2017 mais la chaîne n'a pas souhaitée commander une saison complète[4].

## Jeux vidéo

### SérieLes Enquêtes de Nancy Drew/Les Nouvelles Enquêtes de Nancy Drew
Depuis 1998, Her Interactive développe et édite une série de jeux vidéo d'aventure pour PC adaptée de la série littéraire. Intitulé simplement Nancy Drew, cette série met en scène Nancy et plusieurs personnages des romans dans plusieurs aventures inédites
En France, la série est arrivée seulement en 2005 sous le titre Les Enquêtes de Nancy Drew avec le onzième jeu, La Malédiction du Manoir de Blackmoor. L'arrivée tardive de la série en France fait qu'ici, la numérotation des jeux est complètement décalée avec la version d'origine. En France, la série a été éditée et traduite par Micro Application qui distribuait les jeux en version française doublée, en boite et en digital jusqu’en 2010. 
La série a été récupérée l'année suivante par Microïds qui l'édite actuellement. Microïds étant un plus petit éditeur, la série est maintenant édité seulement en digital et en version originale sous-titrée et a été renommée Les Nouvelles Enquêtes de Nancy Drew.
Depuis 2010, chaque épisode de série est aussi édité sur Mac OS X.
En 2016, après avoir finalisé Nancy Drew : Codes and Clues, Her Interactive reprend le développement du 33e opus de la série principale. Celui-ci ne sortira pas avant le printemps 2019, parce que le jeu est développé sur un outil différent des précédents. Celui-ci sera compatible sur non seulement sur PC et Mac OS X, mais aussi sur tablette et en réalité virtuelle. Le traditionnel pointer-et-cliquer sera remplacé par une navigation plus libre avec les flèches du clavier. 
| Numéro (États-Unis) | Année (États-Unis) | Nom d'origine                                                  | Numéro (FR) | Année (FR)     | Nom français                                           |
| ------------------- | ------------------ | -------------------------------------------------------------- | ----------- | -------------- | ------------------------------------------------------ |
| 1                   | 1998               | Secrets Can Kill (une version remasterisée est sortie en 2010) | 14          | 2011           | Secrets mortels (correspond à la version remasterisée) |
| 2                   | 1999               | Stay Tuned for Danger                                          | -           | -              | Non traduit                                            |
| 3                   | 2000               | Message in a Haunted Mansion                                   | -           | -              | Non traduit                                            |
| 4                   | 2001               | Treasure in the Royal Tower                                    | -           | -              | Non traduit                                            |
| 5                   | 2001               | The Final Scene                                                | -           | -              | Non traduit                                            |
| 6                   | 2002               | Secret of the Scarlet Hand                                     | -           | -              | Non traduit                                            |
| 7                   | 2002               | Ghost Dogs of Moon Lake                                        | -           | -              | Non traduit                                            |
| 8                   | 2003               | The Haunted Carousel                                           | -           | -              | Non traduit                                            |
| 9                   | 2003               | Danger on Deception Island                                     | -           | -              | Non traduit                                            |
| 10                  | 2004               | The Secret of Shadow Ranch                                     | -           | Sortie annulée | Le Secret de Shadow Ranch                              |
| 11                  | 2004               | Curse of Blackmoor Manor                                       | 1           | 2005           | La Malédiction du manoir de Blackmoor                  |
| 12                  | 2005               | Secret of the Old Clock                                        | 2           | 2006           | Le Mystère de l'horloge                                |
| 13                  | 2005               | Last Train to Blue Moon Canyon                                 | 4           | 2007           | Dernier Train pour Blue Moon Canyon                    |
| 14                  | 2006               | Danger by Design                                               | 3           | 2006           | Danger au cœur de la mode                              |
| 15                  | 2006               | The Creature of Kapu Cave                                      | 5           | 2007           | La Créature de Kapu Cave                               |
| 16                  | 2007               | The White Wolf of Icicle Creek                                 | 7           | 2008           | Le Loup blanc d'Icicle Creek                           |
| 17                  | 2007               | Legend of the Crystal Skull                                    | 6           | 2008           | La Légende du crâne de cristal                         |
| 18                  | 2008               | The Phantom of Venice                                          | 8           | 2009           | Le Fantôme de Venise                                   |
| 19                  | 2008               | The Haunting of Castle Malloy                                  | 9           | 2009           | Le Château hanté de Malloy                             |
| 20                  | 2009               | Ransom of the Seven Ships                                      | 10          | 2010           | Kidnapping aux Bahamas                                 |
| 21                  | 2009               | Warnings at Waverly Academy                                    | 11          | 2010           | Panique à Waverly Academy                              |
| 22                  | 2010               | Trail of the Twister                                           | 12          | 2011           | Chasseurs de tornades                                  |
| 23                  | 2010               | Shadow at the Water's Edge                                     | 13          | 2011           | Le Motel Maudit                                        |
| 24                  | 2011               | The Captive Curse                                              | 17          | 2015           | La Malédiction Perdue                                  |
| 25                  | 2011               | Alibi in Ashes                                                 | 16          | 2015           | L'alibi part en fumée                                  |
| 26                  | 2012               | Tomb of the Lost Queen                                         | 18          | 2015           | Le Tombeau de la reine disparue                        |
| 27                  | 2012               | The Deadly Device                                              | 19          | 2016           | Le Dispositif mortel                                   |
| 28                  | 2013               | Ghost of Thornton Hall                                         | 20          | 2016           | Le Fantôme de Thornton Hall                            |
| 29                  | 2013               | The Silent Spy                                                 | 15          | 2015           | L'Espion silencieux                                    |
| 30                  | 2014               | The Shattered Medallion                                        | -           | -              | Non traduit                                            |
| 31                  | 2014               | Labyrinth of Lies                                              | -           | -              | Non traduit                                            |
| 32                  | 2015               | Sea of Darkness                                                | -           | -              | Non traduit                                            |
| 33                  | 2019               | Midnight in Salem                                              | -           | -              | Non traduit                                            |
| 34                  | 2024               | Mystery of the Seven Keys                                      | -           | -              | Non traduit                                            |

Certains épisodes de la série ont été édités sur consoles et mobile : 
| Plateforme       | Année (États-Unis) | Nom d'origine                  | Année (FR) | Nom français                 |
| ---------------- | ------------------ | ------------------------------ | ---------- | ---------------------------- |
| Game Boy Advance | 2001               | Message in a Haunted Mansion   | -          | Non traduit                  |
| DVD interactif   | 2006               | Curse of Blackmoor Manor       | -          | Non traduit                  |
| Wii              | 2008               | The White Wolf of Icicle Creek | 2010       | Le Loup blanc d'Icicle Creek |
| iPhone           | 2011               | The Secret of Shadow Ranch     | -          | Non traduit                  |

### SérieLes Dossiers Secrets de Nancy Drew
Entre 2008 et 2009, Her Interactive développe en parallèle sur PC une série de jeux d'énigmes et objets cachés, dits jeux « casual », dérivée de la série initiale de jeux d'aventure. La série a été distribuée et traduite en France par Micro Application. 
Un troisième volet intitulé Ship of Shadows a été développé mais n'a jamais été édité, à la suite de la décision de l'éditeur d'annuler cette série dérivée.
| Numéro (États-Unis) | Année (États-Unis) | Nom d'origine           | Numéro (FR) | Année (FR) | Nom français            |
| ------------------- | ------------------ | ----------------------- | ----------- | ---------- | ----------------------- |
| 1                   | 2008               | Lights, Camera, Curses! | 2           | 2011       | Malédiction à Hollywood |
| 2                   | 2009               | Resorting to Danger!    | 1           | 2010       | Beauté sous tension !   |

### Autres séries
En 2007, l'éditeur Majesco Entertainment lance sa propre série Nancy Drew sur Nintendo DS. Développé par le studio Gorilla, la série comprend seulement deux jeux.
| Année (États-Unis) | Nom d'origine                          | Année (FR) | Nom français                                       |
| ------------------ | -------------------------------------- | ---------- | -------------------------------------------------- |
| 2007               | The Deadly Secret of Olde Worlde Park  | 2008       | Nancy Drew et le Mortel Secret du Olde World Park  |
| 2008               | The Mystery of the Clue Bender Society | 2008       | Nancy Drew et le Mystère de la Clue Bender Society |

Puis en 2008, c'est l'éditeur THQ qui lance sa propre série, aussi sur Nintendo DS. Tout comme la série de Majecso, elle comprend aussi deux épisodes.
| Année (États-Unis) | Nom d'origine        | Année (FR) | Nom français |
| ------------------ | -------------------- | ---------- | ------------ |
| 2008               | The Hidden Staircase | -          | Non traduit  |
| 2010               | The Model Mysteries  | -          | Non traduit  |

### Autres jeux
- Nancy Drew: Code & Clues : Développé par Her Interactive et disponible sur smartphone et tablette, c'est un jeu éducatif destiné aux enfants. Il a pour but de montrer les bases du codage et de l'informatique et à programmer un chiot robot qui aidera Nancy à trouver la clé d'un mystère.

## Séries de comic book
La série a aussi été adaptée en deux série de Comic book : Nancy Drew: Girl Detective et Nancy Drew Diaries. Les deux séries sont éditées par Papercutz.
Par la suite, deux autres séries ont été éditées : Nancy Drew and the Hardy Boys: The Big Lie, mettant en scène Nancy et les frères Hardy dans un univers plus adulte et sombre, puis Nancy Drew, une version modernisée des aventures de Nancy.